# Andrena hirticincta
Andrena hirticincta är en biart som beskrevs av Léon Abel Provancher 1888. Andrena hirticincta ingår i släktet sandbin, och familjen grävbin. Inga underarter finns listade i Catalogue of Life.